# Konstantyn Dominik
Konstantyn Dominik (7. listopadu 1870 Gnieżdżewo, Kašubsko – 7. března 1942 Gdaňsk) byl polský římskokatolický biskup.
Na kněze byl vysvěcen 25. března 1897. Po 1. světové válce působil jako duchovní vyššího duchovního semináře Pelplin.
Na biskupa byl vysvěcen roku 1928, a to biskupem Stanisławem Wojciechem Okoniewskim. Byl titulární biskup z Athribis (Athribitanus). Působil jako pomocný biskup diecéze chlumenské. V letech 1939–1942 byl ze svého působiště deportován.